# Flash Thompson
Eugene "Flash" Thompson är en fiktiv figur i Marvel Comics, skapad av Stan Lee och Steve Ditko. Han dök upp för första gången i Amazing Fantasy #15 (augusti 1962).

## Fiktiv biografi
Flash är en riktig sportfantast som spelar amerikansk fotboll, född i Queens. Han studerar på högskolan och retar ofta Peter Parker, som är Spindelmannens civila alter ego. Han älskar att förödmjuka honom inför hela skolan och anser att alla flickor som Peter vill dejta är hans egna. Ironiskt nog är han ett av Spindelmannens största fans och drömmer om att vara precis som han.
Efter examen går Flash med i USA:s armé och blir senare även vän med Peter Parker.
Flash har dykt upp i ett flertal andra medier om Spindelmannen, vanligen i sitt tidigare liv som Peters mobbare.